# The Moon Is Blue
The Moon Is Blue (Brasil: Ingênua Até Certo Ponto / Portugal: Ingênua... Até Certo Ponto) é um filme norte-americano de 1953, do gênero comédia, dirigido por Otto Preminger  e estrelado por William Holden e David Niven.

## Notas de produção

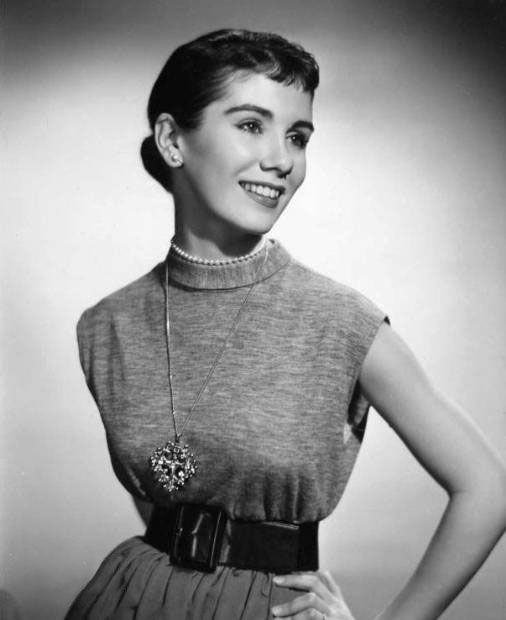
Modelo desde a adolescência, Maggie McNamara estreou na Broadway em 1951. Após substituir Barbara Bel Geddes na montagem de The Moon Is Blue, repetiu o papel no cinema e tornou-se um sucesso instantâneo. Entretanto, sumiu de cena depois de estrelar outros dois filmes e reapareceu somente uma vez, em 1963, como coadjuvante em O Cardeal. Ganhava a vida como datilógrafa. Pouco se ouviu falar dela até fevereiro de 1978, quando cometeu suicídio. Sofria de doenças mentais.